# Cattedrali in Sudan
È di seguito riportata una lista delle cattedrali del Sudan.

## Cattedrali cattoliche
| Cattedrale                                   | Arcidiocesi o Diocesi   | Località   | Immagine |
| -------------------------------------------- | ----------------------- | ---------- | -------- |
| Cattedrale di San Matteo                     | Arcidiocesi di Khartoum | Khartoum   |          |
| Cattedrale di Nostra Signora Regina d'Africa | Diocesi di El Obeid     | al-Ubayyid |          |

## Cattedrale greco-ortodossa
| Cattedrale                             | Diocesi                                     | Città    | Immagine |
| -------------------------------------- | ------------------------------------------- | -------- | -------- |
| Cattedrale greco-ortodossa di Khartoum | Arcidiocesi di Khartoum e di Tutto il Sudan | Khartoum |          |

## Cattedrali copte
| Cattedrale                           | Diocesi                                  | Città    | Immagine |
| ------------------------------------ | ---------------------------------------- | -------- | -------- |
| Cattedrale della Santa Vergine Maria | Eparchia di Khartoum e del Sudan del Sud | Khartoum |          |

## Cattedrali episcopali
| Cattedrale                  | Arcidiocesi o Diocesi           | Località   |
| --------------------------- | ------------------------------- | ---------- |
| Cattedrale di Tutti i Santi | Diocesi anglicana di Khartoum   | Khartoum   |
| Cattedrale di Tutti i Santi | Diocesi anglicana di Kadugli    | Kadugli    |
| Cattedrale di Medani        | Diocesi anglicana di Wad Medani | Medani     |
| Cattedrale di Christ Church | Diocesi anglicana di Port Sudan | Port Sudan |